# Karpieniec diabli
Karpieniec diabli (Cyprinodon diabolis) – gatunek ryby endemicznej z rodziny karpieńcowatych (Cyprinodontidae).

## Występowanie i środowisko
Gatunek występuje wyłącznie w zbiorniku Devil’s Hole, znajdującym się na Pustyni Amargosa w stanie Nevada, na terenie Parku Narodowego Doliny Śmierci. Powierzchnia zbiornika wynosi 5,5 na 1,8 m. natomiast całkowita głębokość przekracza 150 m (nie została nigdy zmierzona, również nurkowania nie osiągnęły nigdy dna). Woda jest mocno zasolona i uboga w tlen, ma temperaturę 33 °C.

## Opis
Ryby należące do tego gatunku mierzą zwykle 2,3 cm, niektóre osobniki osiągają długość do 3 cm. Płetwa ogonowa jest czerwona, z ciemną zaokrągloną linią pośrodku, a płetwy grzbietowa i odbytowa mają czarne zakończenia.

### Pożywienie
Karpieniec diabli żywi się wodorostami i innymi roślinami.

## Ochrona
Dawniej naukowcy sądzili, że karpieniec diabli jest jedynym stworzeniem żyjącym w Devil’s Hole. Poza nim występują tam jednak zagrażające rybom małe chrząszcze, żywiące się larwami i ikrą karpieńców. Prawdziwym zagrożeniem dla ich populacji są natomiast pobliskie ludzkie osady, gdzie przez długi czas były odpompowywane wody gruntowe.